# Schrangen (Flensburg)

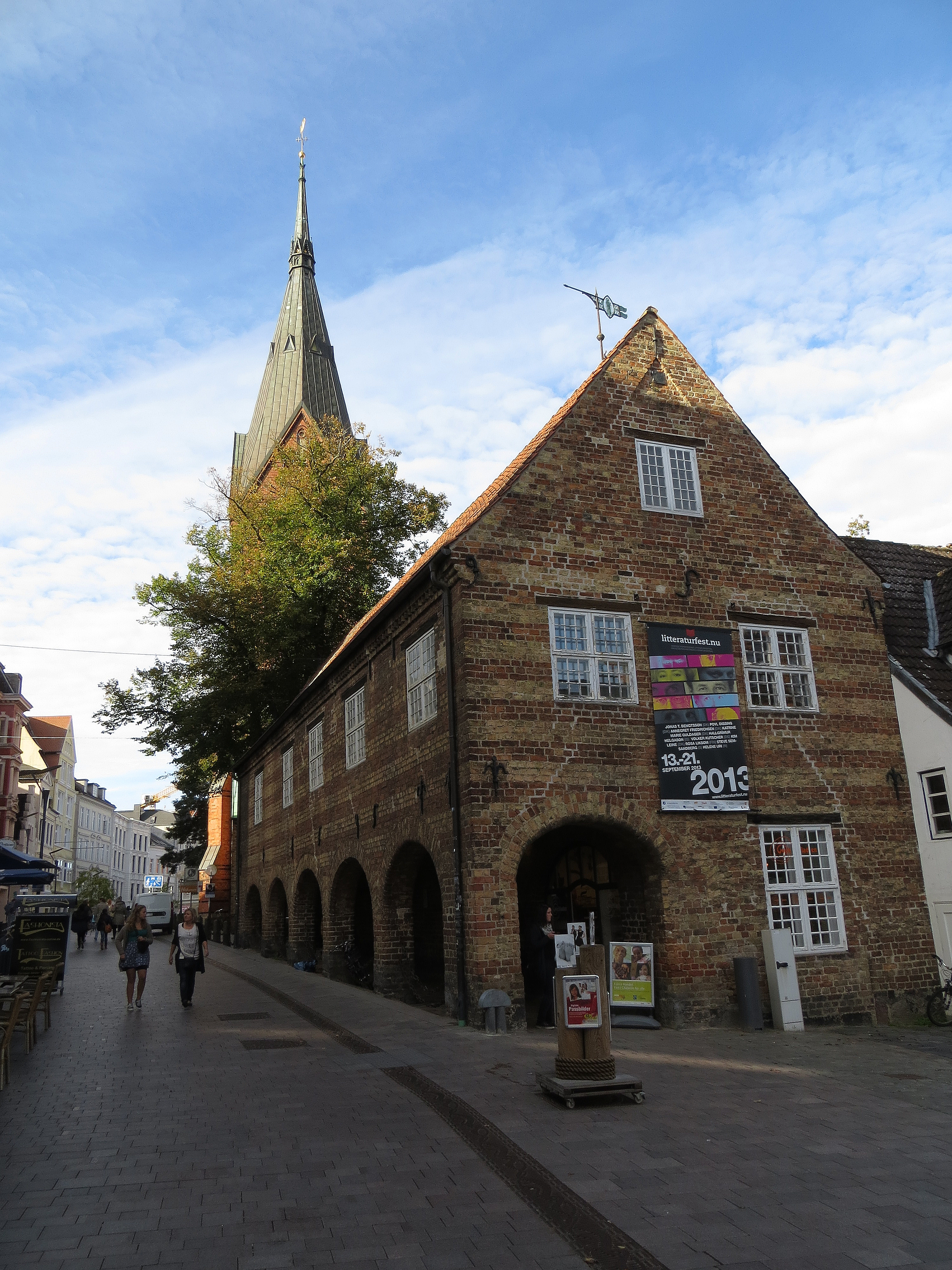
Der Schrangen mit dem Marienkirchturm dahinter im Jahr 2013

Der Schrangen (dänisch Skrangerne) in der Flensburger Innenstadt in der Großen Straße Nr. 58, ist ein denkmalgeschütztes Gebäude aus dem 16. Jahrhundert.

## Hintergrund
Der Schrangen wurde 1595 im Auftrag der Gemeinde St. Marien vom Baumeister Dirick Lindingk errichtet. Als Standort diente ein Grundstück, auf dem sich zuvor im nördlichen Bereich eine kleine Kapelle befand, die nach der Reformation von einem Buchbinder umgenutzt worden war. Der südliche Bereich dieses Grundstücks gehörte ursprünglich zum St. Marienkirchhof und beherbergte ein Familiengrab. Der aus Backsteinen erbaute Schrangen wurde als ein Verbindungsbau zwischen Kirche und Nordermarkt gestaltet, sollte aber als Profanbau dienen. Der Schrangen beherbergte in den Arkaden im Erdgeschoss über Jahrhunderte Verkaufsstände eines Bäckers und eines Schlachters. Im Obergeschoss befand sich offenbar eine Wohnung. Auf der Südseite des Schrangens wurde am Südwestlichen Gebäudepfeiler eine Metallöse im Mauerwerk verankert, an dem das Halseisen befestigt wurde. Dies war der Pranger des Kirchspiels. Kurz nach dem Bau des Schrangens errichtete der offenbar aus Rendsburg stammende Lindingk des Weiteren noch das Kompagnietor an der unweit gelegenen Flensburger Schiffbrücke.
Später verlor der Schrangen seine Marktfunktion. Der Schrangen wurde mehrfach umgenutzt. Im 19. Jahrhundert wurde der Schrangen offenbar als ein Polizeikontor genutzt. 1989 wurde der Schrangen im Inneren stark umgebaut. Offenbar dient er seit damals verschiedenen kirchlichen Zwecken. Seit 2005 befindet sich im Erdgeschoss das Kirchenbüro von St. Marien sowie ein Weltladen. Das Obergeschoss beherbergt ein Versammlungsraum der Kirchengemeinde. Im nördlichen Teil des Obergeschossen sollen bis heute noch alte dekorative Wandmalereien erhalten geblieben sein. Im Übrigen wurden bei Renovierungsarbeiten um 1990 unter dem nördlichen Teil des Schrangens, wo sich das Kirchenbüro befindet, die Grundmauern der Kapelle, die dort zuvor stand, freigelegt. Dabei entdeckte Bücher sollen heute in der Landeszentralbibliothek lagern.